# Dokument złożony
Dokument złożony (ang. compound document) – dokument tworzony zwykle w procesorze tekstów, który zawiera wbudowane pliki pochodzące z innych aplikacji, jak arkusz kalkulacyjny, ilustracje, wideo, pliki dźwiękowe i inne elementy.
U podstaw dokument złożonego leżą rozmaite rozwiązania architektoniczne - znanymi technologiami są:
- Object linking and embedding (OLE), firmy Microsoft
- Bonobo, firmy Ximian (używana w GNOME)
- KPart w KDE
- Open Document Architecture z ITU-T (nieużywana)
- OpenDoc, firmy Apple Computer (zaniechana)
- XML i XSL